# Sobasina sylvatica
Sobasina sylvatica är en spindelart som beskrevs av Prószynski, Edmunds 200. Sobasina sylvatica ingår i släktet Sobasina och familjen hoppspindlar. Inga underarter finns listade i Catalogue of Life.